# Каменка (Дмитровський міський округ)
Ка́менка (рос. Каменка) — присілок у складі Дмитровського міського округу Московської області, Росія.

## Населення
Населення — 718 осіб (2010; 741 у 2002).
Національний склад (станом на 2002 рік):
- росіяни — 84 %